# Miodera stigmata
Miodera stigmata là một loài bướm đêm trong họ Noctuidae.